# Funambulista (grupo musical)
Funambulista es un grupo musical español liderado por Diego Cantero (Molina de Segura, Murcia, 6 de abril de 1982).
Tras doce años de carrera, 3 álbumes publicados en solitario y multitud de premios en concursos nacionales, Cantero inició en 2009 una nueva etapa como cantante, compositor y alma de Funambulista. Es uno de los autores más reconocidos del pop nacional; en los Premios 40 Principales 2010 fue nominado en la categoría de Artista Revelación. 
El primer trabajo ya como Funambulista vio la luz en junio de 2010 y fue producido por el prestigioso Ludovico Vagnone (Alejandro Sanz, Ketama, Estopa,…) y el propio Cantero. 
“Cosas que no quise decirte”, primer sencillo de su álbum debut, sonó en las principales radios, y los videos de sus canciones han recibido cientos de miles de visitas en Youtube y han alcanzado los primeros puestos del top oficial de videoclips en canales de TV musical. 
Funambulista ofreció más de 120 conciertos entre 2010 y 2011, y formó parte como grupo invitado de toda la ‘Gira Fácil’ de Maldita Nerea. En mayo del pasado año inició su nueva gira, con la que está recorriendo todo el país presentando sus nuevas canciones, tanto en un formato acústico como en eléctrico, con un directo contundente y enérgico.

## Diego Cantero
Nacido en 1982 en la localidad murciana de Molina de Segura, muy pronto decide dedicarse profesionalmente a la música. Así, con solo 18 años, en el año 2000 se hace con el primer premio del certamen Mola Joven y graba su primera maqueta, “Cuentos”. Poco después se alza con la victoria del concurso nacional Cantigas de Mayo de Ceutí e inicia una gira que le lleva a presentar su disco en casi todos los rincones del país.
En el verano de 2003 publica su segunda grabación de estudio, “Descalzo”, y desde entonces se intensifica su trayectoria. Vuelve a echarse a la carretera para presentar su disco y durante dos años ofrece más de cien conciertos. En 2005 consigue el primer premio de los concursos Crea Joven, Certamen Nacional Ciudad de Melilla y MurciaJoven. 
En junio del mismo año fue proclamado ganador de la primera edición del concurso de maquetas Amplificador Mahou 5 Estrellas, cuyo premio consistió en el apoyo e impulso de su carrera musical. En octubre de 2005 publica “Toma”, su primer álbum con distribución nacional, producido por Pablo Iglesias y Javier Desiderio. A partir de entonces los sencillos de su disco suenan en las radio más importantes y desarrolla un intenso tour de actuaciones y promoción por toda España.
Un año y medio después de presentar “Toma” comienza la grabación de su cuarto disco, cuya producción artística corre a cargo de Ludovico Vagnone (Alejandro Sanz, Estopa, Ketama,…) y el propio Diego Cantero en colaboración con Guillermo Salas y el ingeniero de sonido Raúl de Lara. Da un paso más en su carrera al fichar en 2007 con Darlalata Entertainment (Maldita Nerea, Lagarto Amarillo, Efecto Pasillo,…), con quien inicia un nuevo proyecto musical bajo el nombre de FUNAMBULISTA, una nueva banda pop liderada por Cantero.
Y en 2016 ficha por Sony Music para que a principios de 2017 se edite “Dual”, un disco de 14 colaboraciones con los músicos más importantes a nivel nacional e internacional

## Discografía

### Funambulista(2010)
| N.º | Título                       | Duración |  |
| 1.  | «Lo sé»                      | 3:43     |  |
| 2.  | «Cosas Que No Quise Decirte» | 3:29     |  |
| 3.  | «Ya verás»                   | 3:38     |  |
| 4.  | «Como Un Idiota»             | 4:11     |  |
| 5.  | «Funambulista»               | 2:21     |  |
| 6.  | «Loco»                       | 3:23     |  |
| 7.  | «Doctor Desastre»            | 3:30     |  |
| 8.  | «Asuntos Pendientes»         | 4:04     |  |
| 9.  | «Mírame»                     | 3:10     |  |
| 10. | «Paro De Contar»             | 3:43     |  |
| 11. | «Sin Argumentos»             | 3:51     |  |
| 12. | «Solo Luz»                   | 4:33     |  |

### Quédate(2014)
| N.º | Título                         | Duración |  |
| 1.  | «Quiero que vuelvas»           | 3:55     |  |
| 2.  | «Volver a empezar»             | 4:02     |  |
| 3.  | «Quédate (Con Maldita Nerea)»  | 4:14     |  |
| 4.  | «Portería»                     | 3:49     |  |
| 5.  | «Y yo»                         | 3:59     |  |
| 6.  | «Fiera»                        | 4:11     |  |
| 7.  | «El tango que me parió»        | 3:48     |  |
| 8.  | «Ya verás (Con Andrés Suárez)» | 4:09     |  |
| 9.  | «Bendita mi suerte»            | 3:34     |  |
| 10. | «Tuvimos suerte»               | 3:43     |  |
| 11. | «Solo Luz»                     | 4:08     |  |
| 12. | «Demasiado Buena»              | 4:03     |  |
| 13. | «Tiemblo (Con Gastelo)»        | 4:00     |  |
| 14. | «Hecho con tus sueños 2014 *»  | 3:55     |  |

- La canción "Hecho con tus sueños" fue compuesta para la campaña de Navidad de Suchard.

### Dual(2017)
| N.º | Título                                           | Duración |  |
| 1.  | «Eres aire (con Rozalén)»                        | 3:56     |  |
| 2.  | «Quiero que vuelvas (con Antonio Orozco)»        | 3:54     |  |
| 3.  | «Volver a empezar (con Leire Martínez de LOVG)»  | 4:03     |  |
| 4.  | «Me inventaré (con Dani Martín)»                 | 4:16     |  |
| 5.  | «Y yo (con Efecto Pasillo)»                      | 3:59     |  |
| 6.  | «Ya verás (con Andrés Suárez)»                   | 4:07     |  |
| 7.  | «Cosas que no quise decirte (con Marco Mengoni)» | 3:31     |  |
| 8.  | «Fiera (con India Martínez)»                     | 4:10     |  |
| 9.  | «Solo luz (con Pablo Alborán)»                   | 4:08     |  |
| 10. | «Tuvimos suerte (con David Otero)»               | 3:43     |  |
| 11. | «Quédate (con Jorge Ruiz de Maldita Nerea)»      | 4:08     |  |
| 12. | «Demasiado buena (con Marwan)»                   | 4:01     |  |
| 13. | «Tiemblo (con Bebe)»                             | 3:58     |  |
| 14. | «Si después de darte amor (con Abel Pintos)»     | 4:07     |  |

### El observatorio(2019)
| N.º | Título                | Duración |  |
| 1.  | «Eramos reyes»        | 3:32     |  |
| 2.  | «Esa luz»             | 4:03     |  |
| 3.  | «Viento a favor»      | 3:42     |  |
| 4.  | «La vida de antes»    | 4:05     |  |
| 5.  | «Reina de la colmena» | 3:41     |  |
| 6.  | «Líneas paralelas»    | 3:45     |  |
| 7.  | «Aquí estaré yo»      | 2:44     |  |
| 8.  | «Valiente y libre»    | 3:55     |  |
| 9.  | «La casa encantada»   | 4:12     |  |
| 10. | «Verlos bailar»       | 4:03     |  |
| 11. | «Difícil olvidarte»   | 3:45     |  |

### El animal(2022)
| N.º | Título                     | Duración |  |
| 1.  | «Me gusta la vida»         | 2:55     |  |
| 2.  | «Hasta que amaneciera»     | 3:56     |  |
| 3.  | «Superpoderes»             | 3:55     |  |
| 4.  | «El animal»                | 3:24     |  |
| 5.  | «La bohemia»               | 3:55     |  |
| 6.  | «Truquitos de una coplera» | 3:55     |  |
| 7.  | «El mismo lugar»           | 3:37     |  |
| 8.  | «Por la mañana»            | 3:22     |  |
| 9.  | «Bienvenido»               | 3:01     |  |
| 10. | «Cadaqués»                 | 3:10     |  |
| 11. | «Mi calma y tu ansiedad»   | 3:39     |  |
| 12. | «La señal»                 | 3:34     |  |

### Sencillos
| Año  | Canción                                 | Duración |
| ---- | --------------------------------------- | -------- |
| 2010 | Cosas Que No Quise Decirte              | 3:52     |
| 2010 | Como Un Idiota                          | 4:11     |
| 2012 | Fiera                                   | 4:11     |
| 2012 | Tuvimos Suerte                          | 3:26     |
| 2012 | Puro Azar                               | 3:32     |
| 2013 | Familia                                 | 3:42     |
| 2013 | Quédate                                 | 4:14     |
| 2014 | Y yo (con Efecto Pasillo)               | 4:28     |
| 2016 | Quiero Que Vuelvas (con Antonio Orozco) | 3:58     |
| 2018 | Me Inventaré (con Dani Martín)          | 4:10     |
| 2018 | Esa Luz                                 | 4:03     |
| 2018 | Viento a Favor                          | 3:40     |
| 2021 | Me Gusta la Vida                        | 2:55     |

### Funambulista en acústico (Darlalata Music 2010)
1. Cosas que no quise decirte
2. Lo sé
3. Ya verás
4. Señorita Rock&Roll